# 平原菟絲子
平原菟絲子（学名：Cuscuta campestris）又名原野菟丝子，为旋花科菟絲子屬下的一种寄生植物。俗名田野菟丝子、金色菟丝子、草原菟丝子等。原产于北美中部地区，能寄生多种植物，包括苜蓿和其他豆科植物，已成为许多国家广泛分布的有害杂草。
值得注意的是，该植物的大量种子被发现以水禽携带方式传播。

## 生活周期
该植物生活周期始于种子萌发，但不能单独长时间存活。因此，它们通过识别其他植物的化学诱剂来找到合适的宿主植物的茎。

## 扩展阅读
- 維基物種上的相關：平原菟絲子